# Labüskesee
Der Labüskesee ist ein natürlicher See auf der Gemarkung von Milmersdorf im Landkreis Uckermark (Brandenburg).

## Lage und Hydrographie
Der Labüskesee liegt rd. 1,5 km nordwestlich vom Ortskern von Milmersdorf und rd. 8 Kilometer ostnordöstlich von der Altstadt von Templin. Er liegt vollständig auf der Gemarkung von Milmersdorf. Der westliche Uferbereich gehört zum Naturschutzgebiet Labüskewiesen. Der Labüskesee hat eine Fläche von 37,8 ha, der Seespiegel liegt auf 51,9 m ü. NHN. Er hat eine Tiefe von etwa 6,5 m und ist stabil geschichtet; der Trophie-Index wird mit 2,8 angegeben, d. h., er ist eutroph. Nach der Topographischen Karte 1:25.000 Bl. 2747 Templin von 1932 ist er über 9 m tief. Es gibt zwei Zuflüsse: ein Fließ vom Temnitzsee und das Templiner Gewässer vom Kölpinsee. Der Abfluss erfolgt über das Templiner Gewässer zum Fährsee.

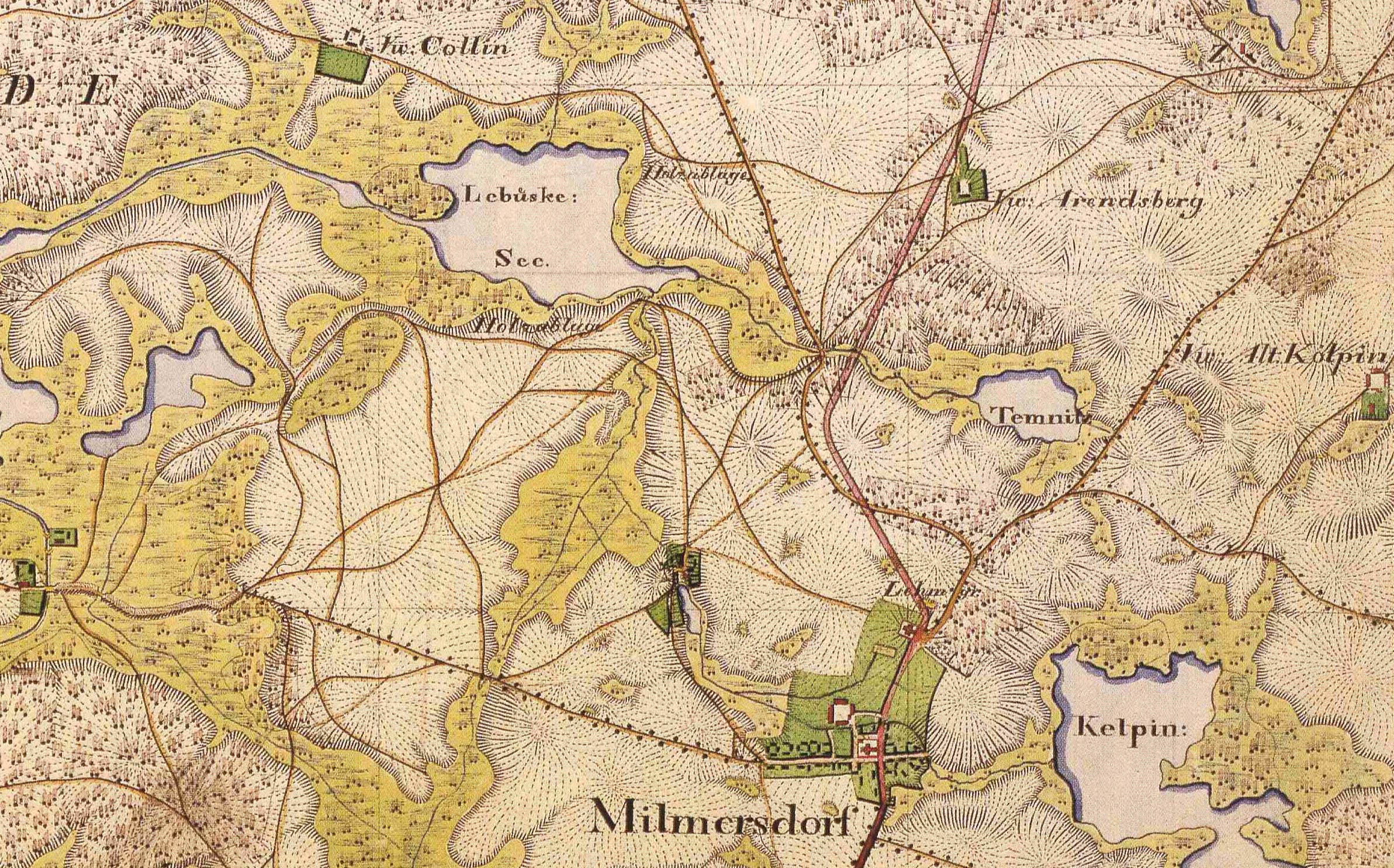
Milmersdorf mit dem Labüskesee und den Vorwerken Collin und Ahrensberg auf dem Urmesstischblatt Nr. 2847 Templin von 1825

## Geschichte
1573 und 1618 ist der See als das Lebüsichen erwähnt. 1714 heißt der See Labüsicken. 1719 findet sich die Schreibweise Lebussckesche See. Im Schmettauschen Kartenwerk von 1767/87 heißt er Labüscke See. Im Urmesstischblatt von 1826 ist er als Libesike  eingezeichnet. Der Name leitet sich von einer Gf * Lubuz(i)k- zu aplb.* labuz = Kalmus, Schilf ab.
Im Urmesstischblatt Bl.Nr. 2847 Templin von 1825 ist am Ostufer und am Südufer eine Holzablage verzeichnet. Auf der Topographischen Karte 1:25.000 2847 Templin von 1911 ist sowohl am Nordufer als auch am Südufer eine Holzablage eingezeichnet, von denen aus Holz auf dem Wasserweg transportiert wurde.
Nördlich oder nordöstlich des Sees, und sicher nicht weit vom Ufer entfernt lag im Mittelalter die Feldmark des nach dem See benannten Ortes Lebüske (in der Literatur meist mit e geschrieben), der schon im 14. Jahrhundert wieder wüst fiel. Auf der Feldmark des wüst gefallenen Dorfes wurden im 18. Jahrhundert die Vorwerke Lebüske, Collin (= Lebüske?) und Ahrensberg errichtet, die Anfang des 20. Jahrhunderts wieder aufgegeben wurden.

## Nutzung
Der Labüskesee ist von der Uckermark Fisch GmbH Boitzenburg gepachtet. Seit 2013 ist dieser See kein Angelgewässer mehr. Nach Anglermap dürfen nur noch Berufsfischer dort angeln.